# Johannes Kühn (Historiker)
Johannes Gotthelf Wilhelm Kühn (* 24. Januar 1887 in Bogschütz, Schlesien; † 24. Februar 1973 in Heidelberg) war ein deutscher Historiker.

## Leben
Johannes Kühn wurde als Sohn des evangelischen Pfarrers Martin Kühn und dessen Frau Emma, geb. Buse, in Bogschütz in Schlesien (heute: Boguszyce, Polen) geboren. Zu seinen Vorfahren väterlicherseits gehörte der Dichter Theodor Körner. Nach dem Abitur am Gymnasium in Oels studierte Kühn seit 1905 Mittlere und Neuere Geschichte, Germanistik und Literaturwissenschaft an den Universitäten Breslau, München und Leipzig. Im November 1911 wurde er in Leipzig mit einer von Gerhard Seeliger betreuten Dissertation Zur Geschichte des Verfalls der Grundherrschaft und der Entwicklung der Agrarverfassung in Südwestdeutschland promoviert. Während seines Studiums wurde er Mitglied beim Verein Deutscher Studenten Leipzig. Nach einer Tätigkeit als wissenschaftlicher Mitarbeiter und dem Kriegsdienst im Ersten Weltkrieg wurde er 1923 an der Universität Leipzig habilitiert. Er wurde Privatdozent und 1927 außerordentlicher Professor ebenda.
Von 1928 bis 1945 war er ordentlicher Professor für Geschichte an der Technischen Universität Dresden. Seine Forschungsschwerpunkte waren die Geschichte der Frühen Neuzeit, insbesondere des Heiligen Römischen Reiches im 16. Jahrhundert sowie die Geistesgeschichte und die Kulturgeschichte des Protestantismus. Er war Mitbearbeiter der Deutschen Reichstagsakten aus der Zeit Kaiser Karls V. Der NS-Diktatur diente er sich – zeitweise – an, indem er seine Geschichtsschreibung der NS-Sprache unterwarf. So bezeichnete er Friedrich II. als „einen nordisch-germanischen Menschen“. Ähnlich liest sich eine Zusammenstellung seiner Vorlesungen Über den Sinn des gegenwärtigen Krieges (1940) in der Reihe Schriften zur Geopolitik (Band 18). Seit 1943 war er ordentliches und seit 1949 korrespondierendes Mitglied der Sächsischen Akademie der Wissenschaften.
1947 wurde er ordentlicher Professor für Geschichte an der Universität Leipzig. Von 1949 bis 1955 war er ordentlicher Professor für Neuere Geschichte an der Universität Heidelberg, wo er auch Doktorvater von Horst Boog, Dieter Groh und Reinhart Koselleck war.
Kühn war seit 1925 mit Lucie Koerner, einer Tochter des Tierarztes Franz Koerner und dessen Frau Elsa, geb. Kaiser, verheiratet. Sein Neffe und Patenkind war der Historiker Reinhart Koselleck.

## Schriften (Auswahl)
- Das Bauergut der alten Grundherrschaft. Eine Studie zur Geschichte des Verfalls der Grundherrschaft und der Entwickelung der Agrarverfassung in Südwestdeutschland. Quelle und Meyer, Leipzig 1912 (Zugl.: Leipzig, Univ., Diss., 1911).
- als Herausgeber: Luther und der Wormser Reichstag 1521. Aktenstücke und Briefe. Voigtländer, Leipzig 1914.
- Toleranz und Offenbarung. Eine Untersuchung der Motive und Motivformen der Toleranz im offenbarunggläubigen Protestantismus. Zugleich ein Versuch zur neueren Religions- und Geistesgeschichte. Meiner, Leipzig 1923.
- Die Geschichte des Speyrer Reichstags 1529. M. Heinsius Nachf., Leipzig 1929.
- als Bearbeiter: Deutsche Reichstagsakten unter Kaiser Karl V. Bd. 7 [zu den Jahren 1527–1529], 2 Teilbände. Vandenhoeck & Ruprecht, Göttingen / Oldenbourg, München 1935.
- Über den Sinn des gegenwärtigen Krieges. Vowinckel, Heidelberg 1940.
- Die Wahrheit der Geschichte und die Gestalt der wahren Geschichte. Kompass-Verlag, Oberursel 1947.
- Das Zeitalter der Kirche. Eine weltgeschichtliche Betrachtung. Barth, Leipzig 1949.